# Kulturabkommen
Ein Kulturabkommen ist ein völkerrechtlicher Vertrag, der die internationalen Kulturbeziehungen zweier oder mehrerer Staaten regelt.

## Deutschland
Deutschland hat derzeit mit 100 Ländern (Stand: August 2018) bilaterale Kulturabkommen als Instrument der auswärtigen Kulturpolitik geschlossen.
Die Ziele eines Kulturabkommens sind
- die Wahrung von bildungs- und kulturpolitischen Interessen
- die Vermittlung eines zeitnahen und realen Bildes der beteiligten Staaten
- die Vermeidung von Konflikten durch besseres Verstehen
- innerhalb der EU die bessere europäische Zusammenführung

Das Auswärtige Amt setzt die dabei anfallenden Arbeiten meist nicht selbst um, sondern regelt im Kulturabkommen die Tätigkeiten anderer Behörden oder Mittlerorganisationen. 
Im Mittelpunkt stehen dabei unter anderem die Hochschulzusammenarbeit mit der Förderung von Studenten und der Vergabe von Stipendien, der Austausch von Wissenschaftlern, die Betreuung der Auslandsschulen, die Unterhaltung von Bibliotheken und Informationszentren, internationale Symposien und Förderung von Ausstellungen von Künstlern. Die Entsendung von Personengruppen in das jeweilige Partnerland zum besseren Verständnis der Kultur ist ebenfalls ein wichtiger Bestandteil dieser Arbeit. Ein weiterer wichtiger Punkt ist die Kulturgüterrückführung. Hierunter versteht man Regelung über die Rückgabe der meist im oder kurz nach dem Zweiten Weltkrieg entwendeten Kunstgegenstände (Beutekunst).